# Energy Recovery System
Energy Recovery System (ERS; deutsch Energierückgewinnungssystem) ist ein in der Formel 1 seit der Saison 2014 zugelassenes System zur Energierückgewinnung. Im Gegensatz zum bis 2013 verwendeten Kinetic Energy Recovery System, das nur auf der Energierückgewinnung von kinetischer Energie basiert, besteht das ERS aus zwei Systemen: Ein ERS-K genanntes System zur Rückgewinnung kinetischer Energie mithilfe des Motor-Generator-Unit-Kinetic (MGU-K) genannten Generators und ein ERS-H genanntes System für die Rückgewinnung von Energie aus dem Abgasstrom, siehe Heat Energy Recovery System, mithilfe eines Motor-Generator-Unit-Heat (MGU-H) genannten Generators. Die elektrische Spannung des Systems ist auf 1000 Volt begrenzt.

## Wirkungsweise
Mit der zweiteiligen Energierückgewinnung soll laut FIA das neue Treibstofflimit von 100 kg pro Rennen, seit der Formel-1-WM 2017 105 kg, ausgeglichen werden. Beide Energierückgewinnungssysteme münden in einen zentralen Energiespeicher mit einem Gewicht von minimal 20 und maximal 25 kg, dessen Energie von einer zentralen Steuereinheit verwaltet wird und zurück in den Antriebsstrang fließt.
- Das ERS-K nutzt die Bremsenergie zur Energierückgewinnung. Die Drehzahl dieser am Getriebe angeschlossenen Elektromotor/-generator-Einheit ist auf 50.000 min−1 begrenzt. Das maximale Drehmoment von 200 Nm darf nicht überschritten werden.[5] Die Energieaufnahme ist auf maximal 2 Megajoule pro Runde begrenzt.[6] Für den Fahrer gilt die Erlaubnis der Anwendung von MGU-K erst, wenn sein Fahrzeug über 100 km/h schnell ist (Start ausgenommen).[6]
- Das ERS-H nutzt indirekt die Abgaswärme des Motors. Diese Elektromotor/-generator-Einheit muss mechanisch mit dem Abgasturbolader verbunden sein und darf eine Drehzahl von 125.000 min−1 nicht überschreiten.[7][8] Die Energieaufnahme ist nicht begrenzt.[6]

Das ERS ist auf 120 kW Leistung begrenzt, die dem Fahrer pro Runde 33 Sekunden zur Verfügung stehen. Das ist die zehnfache Energie (4 Megajoule) der vor 2014 erlaubten 60 kW und 6,7 Sekunden (400 Kilojoule).